# Northern Star (Film)
Northern Star ist ein deutscher Spielfilm von Felix Randau nach einem Drehbuch von ihm selbst aus dem Jahre 2003. Gedreht wurde von Mitte Oktober bis Ende November 2002 in Cuxhaven. Er entstand als Abschlussfilm von Felix Randau in Co-Produktion mit der Deutschen Film- und Fernsehakademie Berlin (dffb) und dem ZDF. Die Hauptdarstellerin ist Julia Hummer, in weiteren Rollen sind u. a. Lena Stolze, Nic Romm, Peter Kurth und Denis Moschitto zu sehen. Seinen Kinostart hatte er im Dezember 2004; im Fernsehen lief er unter der Genrebezeichnung „Jugenddrama“.

## Inhalt
Erzählt wird die Geschichte des störrischen und aggressiven Teenagers Anke, die nach dem Selbstmord ihres Vaters vor vielen Jahren (er ertränkte sich vor den Augen des damals kleinen Mädchens im Meer, sie mit seinem Hund zurücklassend, wie im Vorspann gezeigt wird) alleine mit ihrer Mutter in einer norddeutschen Kleinstadt lebt. Ihr Verhältnis ist angespannt, zumal Anke ihre Mutter für den Tod ihres geliebten Vaters verantwortlich macht. Als diese ihr eröffnet, dass sie ein Verhältnis mit dem Pfarrer hat und mit ihm zusammenziehen will, beschließt Anke nach einem Streit mit ihrer Mutter von ihrem Zuhause abzuhauen. Sie trifft auf Ulf, den früheren Freund ihrer besten Freundin und ebenso eigenbrötlerisch wie Anke selbst, der inzwischen in Hamburg lebt. Sein Vater ist kürzlich verstorben; er regelt die Auflösung des Nachlasses, worunter sich auch die kleine Motorjacht „Northern Star“ befindet. Ulf bietet ihr an, dass sie mit ihm in dem leer stehenden Haus seines Vaters wohnen kann und ihm, als Gegenleistung für die Miete, bei der Restaurierung der Motorjacht zu helfen. Auch Ankes Vater träumte immer davon mit einem Schiff in die Welt zu fahren. Sie willigt ein, weil sie hier eine Chance für ihre eigene Flucht sieht, auch wenn sie dafür ihren alten, geliebten Hund töten muss, den Ulf nicht an Bord haben will. Als die Jacht seetüchtig ist und sich herausstellt, dass Ulf sein Versprechen, Anke mitzunehmen, nicht ernst gemeint hat, findet sie ihren eigenen Weg: In der letzten Szene sieht man Anke alleine mit der Jacht wegfahren.

## Auszeichnungen
- 2003 nominiert für den Nachwuchspreis der Deutschen Film- und Fernsehakademie Berlin
- 2004 nominiert für den Max-Ophüls-Preis
- 2004 Studio-Hamburg-Nachwuchspreis in der Kategorie „Bestes Drehbuch“